# Station Zabrze Mikulczyce
Station Zabrze Mikulczyce is een voormalig spoorwegstation in de Poolse plaats Mikulczyce, deel van de stad Zabrze. Het werd gesloten in 1996.